# Korallcsőrű földikakukk

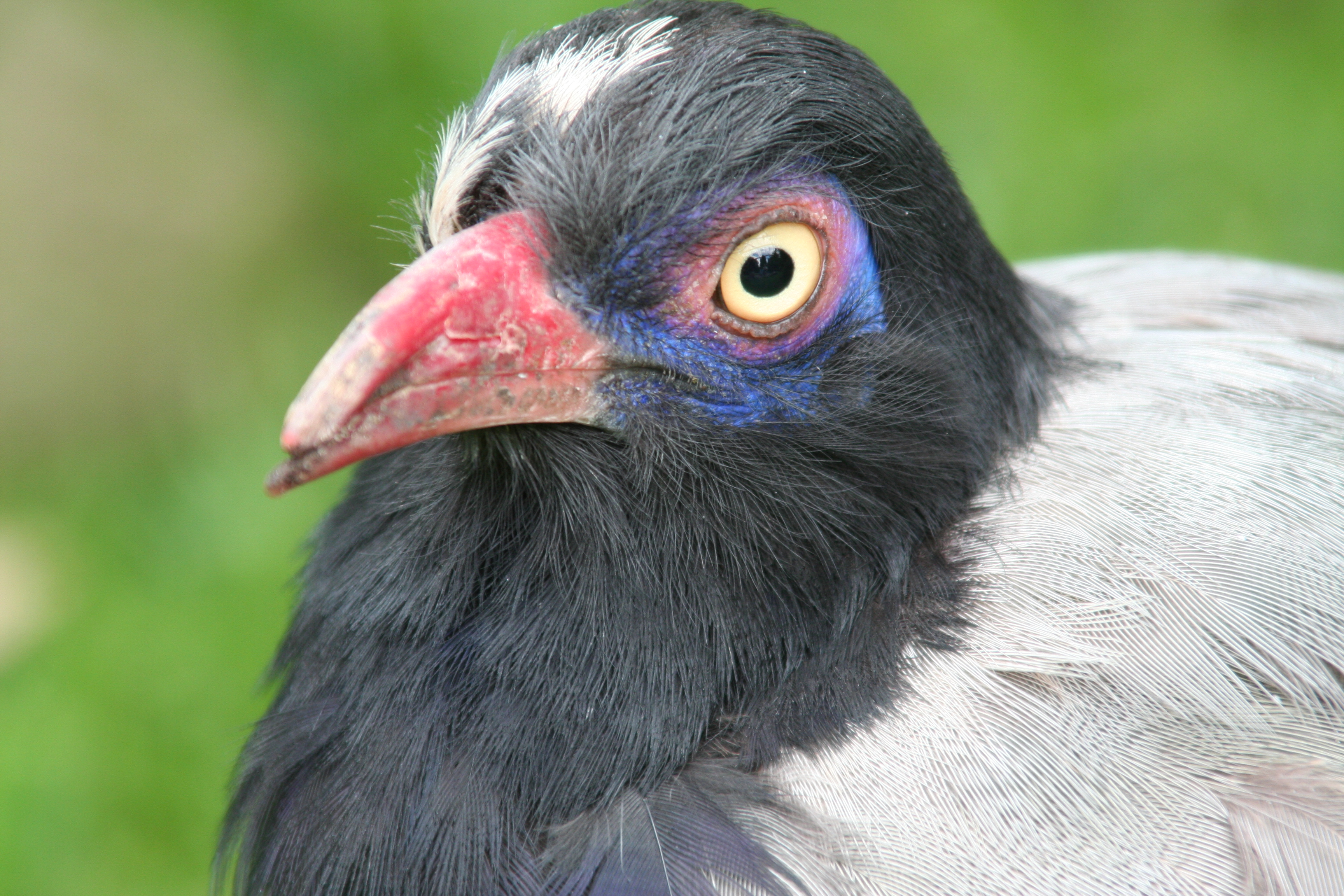
Portré

A korallcsőrű földikakukk (Carpococcyx renauldi) a madarak osztályának kakukkalakúak (Cuculiformes) rendjébe, ezen belül a kakukkfélék (Cuculidae) családjába tartozó faj.

## Előfordulása
Kambodzsa, Laosz, Thaiföld és Vietnám területén honos. Domboldalak és síksági erdők és bokrosok lakója.

## Megjelenése
Testhossza 68 centiméter.

## Életmódja
Tápláléka kis állatokból áll.

## Szaporodása
Nem fészekparazita, fákra vagy a földre rakja gallyakból és levelekből készített fészkét.

## Rokon fajok
Rokona a borneói földikakukk (Carpococcyx radiceus) és a szumátrai földikakukk (Carpococcyx viridis).

## Külső hivatkozás
- Képek az interneten a fajról
- Ibc.lynxeds.com - videók a fajról